# Друкарня Уділова
Друкарня Уділова (друкарня Удїлова, печатня Удїлова) — друкарня у містах Перемишль і Львів.
Заснована на паях. 
Серед надрукованих книг відомі:
- Міхновський М. І. Самостійна Україна: Промова. — Львів: Видає Є. Косевич. Друк. Удїлова, 1900. — 23 с. — (Виданє Р.У.П.; Ч. 1)

- Абрисовський С. «З останніх днів»! : вальс / уложив на фортепян Савин Абрисовський.– Перемишль: Станіславівский боян, 1903 (з печатні Уділової).– 7 с.: ілюстр.; 31 см. — (Видавництво музичне «Станіславівского Бояна»; чис. 14)– На обкл. ілюстр. та просп. сер.
- Верхратский І. Ботанїка на низші кляси шкіл середних. — Львів: Печатня Удїлова, 1905.-238 с.
- Драгоманов М. П., Кобринська Н. І. Переписка М. Драгоманова з Наталією Кобринською (1893—1895) / зладив і видав [та авт. передм.] М. Павлик. — Львів: Друкарня Уділова, 1905. — 24 с.[5]
- Лепкий Б. З глибин душі: вибір поезій. — Львів: накл. М. Петрицького (друкарня уділова), 1905. — 192 с.[6]
- Лесь Мартович, «Війт. Смертельна справа», Львів, накладом Павла Волосєнки, 1907. 30 с. (Біблїотека "Громадського голосу", ч.4)..
- Альбом історичних портретів. — Львів, 1909—1910. — Друкарня Уділова. Львів.[7]

З друкарнею співробітничав Михайло Петрицький (1865—1921) — редактор, видавець, державний і громадський діяч.